# Стеучень (Кишинів)
Стеучень (рум. Stăuceni) — місто в складі муніципію Кишинів в Молдові. Входить до складу сектора Ришкани, до складу якої також входить село Гоянул-Ноу.
У м. Стеучень знаходиться Кишинівський національний коледж виноградарства та виноробства. В селі є винзавод, ферма, обширні плантації та сади. Назва села походить від переселенців села Ставчани Чернівецької області, які купили тут землі після 1917 року.

## Населення

### Національність
Розподіл населення за національністю за даними перепису 2004 року:
| Національність   | Відсоток |
| ---------------- | -------- |
| молдовани/румуни | 85,42%   |
| українці         | 6,74%    |
| росіяни          | 5,43%    |
| болгари          | 0,66%    |
| гагаузи          | 0,35%    |
| поляки           | 0,24%    |
| цигани           | 0,16%    |
| євреї            | 0,08%    |
| інші             | 0,92%    |